# I Kina käkar dom hundar
I Kina käkar dom hundar (danska: I Kina spiser de hunde) är en dansk komedifilm från 1999 i regi av Lasse Spang Olsen, samt med manus av Anders Thomas Jensen.

## Handling
I Köpenhamn arbetar huvudpersonen Arvid på en bank. Han lyckas avväpna en bankrånare och blir dagens hjälte, men när han kommer hem för att fira med sin flickvän visar det sig att hon har flyttat från lägenheten och endast lämnat orden ”rend mig i röven Arvid” på väggen. 
Bankrånarens fru uppsöker Arvid och berättar för honom att pengarna från bankrånet skulle användas till en provrörsbefruktning vilket ger Arvid dåligt samvete så han lovar att få tag i den angivna summan till frun. Problemet är att Arvid har ingen erfarenhet av bankrån, så han vänder sig till sin bror Harald som han inte har pratat med på många år. 
Harald som är en småkriminell restaurangägare utformar en plan som går ut på att råna en värdetransport. Rånet går bra, men det visar sig att frun som Arvid behövde pengarna till var bankrånarens syster. Hon lurade Arvid för egen vinning och har nu flytt landet med pengarna. 
Under olika omständigheter råkar Arvid skjuta Vuk, en man som arbetar för Harald, problemet är att Vuk har vänner i den jugoslaviska maffian som nu ger sig på Arvid och Harald. 

## Rollista
- Kim Bodnia - Harald
- Dejan Cukic - Arvid
- Nikolaj Lie Kaas - Martin
- Tomas Villum Jensen - Peter
- Peter Gantzler - Franz
- Trine Dyrholm - Hanne
- Søren Sætter - Lassen Henning
- Lester Wiese - Richard
- Jesper Christensen – Erik, bartender
- Preben Harris –Erling, läkare
- Slavko Labovic - Ratko
- Martin Spang Olsen - Preben
- Brian Patterson - Vuk
- Lasse Lunderskov - Jørgen
- Line Kruse - Astrid
- Anne Britt Mathiassen - Gunna
- Erik Holmey - Vagt
- Red Warszawa - Rockband

## Genre
I Kina käkar dom hundar var den film som startade det nya sättet att göra action-komedier i Danmark, efterföljande filmer i samma genre är Blinkande lyktor, De gröna slaktarna och Adams äpplen, alla med manus av Anders Thomas Jensen.

## Om filmen
I Kina käkar dom hundar sågs av 214 907 människor på bio i Danmark, vilket gör den till den trettonde mest sedda filmen 1999, och den femte mest sedda danska filmen. Filmen vann publikens pris vid Filmfestivalen i Luxemburg år 2001.
År 2000 vann den för bästa film vid Montréal Comedy Festival, och vid Robertgalan samma år var den nominerad både till Bästa smink och Bästa manus, vid samma prisutdelning vann I Kina käkar de hundar pris för Bästa specialeffekter.